# The Duke Spirit
I Duke Spirit sono un gruppo musicale inglese formatosi nel 2003.

## Formazione

### Formazione attuale
- Liela Moss - voce
- Luke Ford - chitarra
- Toby Butler - chitarra, basso
- Olly Betts - batteria, percussioni
- Marc Sallis - basso

### Ex componenti
- Dan Higgins - chitarra (2003-2008)

## Discografia
- Cuts Across the Land (2005)
- Neptune (2008)
- Bruiser (2011)
- KIN (2016)
- Sky is Mine (2017)